# James Pickens Jr.
James Pickens, Jr. (Cleveland, Ohio, USA, 26 de outubro de 1954) é um ator americano mais conhecido pelo papel do Dr. Richard Webber, no drama televisivo "Grey's Anatomy" e também pelo seu papel de Alvin Kersh em "Arquivo X".
No filme "Jogada Certa" fez o papel de Lloyd Wright, pai de Leslie Wright, interpretada por Queen Latifah.